# Gentes y gentecillas
Gentes y gentecillas  es la segunda novela del escritor y político costarricense, Benemérito de la Patria, Carlos Luis Fallas (1909-1966). Fue publicada en 1947 en la Imprenta Falcó, San José.
La solapa de la edición de 2009, conmemorativa del centenario del nacimiento de Fallas, dice: "Con una pizca de humor y otro tanto de tragedia, Gentes y gentecillas narra las duras condiciones de vida de los trabajadores en una hacienda cafetalera a principios del siglo pasado en Pejibaye de Turrialba, y en los fatídicos socavones de los montes de Milla 48".
Jerónimo, joven y honesto trabajador; la bella Soledad, inspiradora de amores secretos; la insidiosa doña Rosita; y Rosendo, el hipócrita capataz, son algunos de los personajes con los que la pluma de Fallas recrea con magistral autenticidad este pequeño mundo de gente modesta, sin más posesión que su fuerza de trabajo, el recuerdo de una vida mejor y la esperanza de escapar de la explotación a que parecen estar condenados.